# Acidosasa
Acidosasa  C.D.Chu& C.S.Chao   é um género botânico de bambus pertencente à família Poaceae, subfamília Bambusoideae, tribo Bambuseae.
Compreende numerosas espécies nativas da China, Vietnã e Indochina, por vezes cultivadas devido a terem rebentos comestíveis.
O gênero é composto por aproximadamente 25 espécies. Dez espécies são endêmicas na China.

## Sinônimo
- Metasasa W.T.Lin

## Espécies
- Acidosasa breviclavata W.T.Lin
- Acidosasa brilletii (A.Camus) C.S.Chao & Renvoize
- Acidosasa chienouensis (T.H.Wen) C.S.Chao & T.H.Wen
- Acidosasa chinensis C.D.Chu & C.S.Chao ex Keng f.
- Acidosasa edulis (T.H.Wen) T.H.Wen
- Acidosasa guangxiensis Q.H.Dai & C.F.Huang
- Acidosasa lingchuanensis (C.D.Chu & C.S.Chao) Q.Z.Xie & X.Y.Chen
- Acidosasa nanunica (McClure) C.S.Chao & G.Y.Yang
- Acidosasa notata (Z.P.Wang & G.H.Ye) S.S.You
- Acidosasa purpurea (Hsueh & T.P.Yi) Keng f.
- Acidosasa venusta (McClure) Z.P.Wang & G.H.Ye ex C.S.Chao & C.D.Chu